# Даймънд Хед
Даймънд Хед (Diamond Head) е английска хевиметъл група, основана в Стауърбридж, графство Уест Мидландс. Призната е за една от водещите групи в Новата вълна в британския хевиметъл, а състави като Металика и Мегадет я определят като важно ранно влияние.
Албуми:
- Lightning to the Nations (1980)
- Borrowed Time (1982)
- Canterbury (1983)
- Death and Progress (1993)
- All Will Be Revealed (2005)
- What's In Your Head (2007)